# Volkswagen Golf Blue-e-Motion
O Golf Blue-e-Motion (estilizado como golf blue-e-motion) é um protótipo de modelo totalmente elétrico apresentado pela Volkswagen no lançamento do programa de mobilidade elétrica da Alemanha em 3 de maio de 2010, com a presença da Chanceler da Alemanha Angela Merkel. Na ocasião foi divulgado ainda pela Volkswagen que em 2013 serão lançados no mercado quatro modelos totalmente elétricos: Volkswagen Up blue-e-motion, Volkswagen Golf blue-e-motion, Volkswagen Jetta blue-e-motion e Volkswagen Lavida blue-e-motion, este último apenas no mercado chinês.